# نهائي كأس آسيا للسيدات 2018
كان نهائي كأس آسيا للسيدات 2018 مباراة كرة قدم أقيمت في ملعب عمان الدولي في عمان، الأردن، لتحديد الفائز ببطولة كأس آسيا للسيدات 2018. جمعت المباراة النهائية بين اليابان وأستراليا، وهما نفس الفريقين اللذين تأهلا إلى النهائي السابق عام 2014.
فازت اليابان على أستراليا بنتيجة 1–0 في النهائي لتحقق لقبها الثاني على التوالي.

## الخلفية
كان منتخب اليابان حامل اللقب بعد فوزه على أستراليا في نهائي نسخة 2014 الذي أقيم في فيتنام، ليحقق لقبه القاري الأول.
التقى الفريقان أيضًا في دور المجموعات من البطولة وانتهت المباراة بالتعادل 1–1.
كان هذا الظهور الثالث على التوالي لأستراليا في نهائي كأس آسيا للسيدات، وهو إنجاز لم يتحقق منذ تأهل الصين إلى نهائيات 2003 و2006 و2008.
آخر فوز لأستراليا على اليابان في بطولة كبرى كان في كأس آسيا للسيدات 2010 في فيتنام، عندما أطاحت باليابان من نصف النهائي وتوجت باللقب. لكن منذ ذلك الحين، خسرت أستراليا عدة مواجهات أمام اليابان، بما في ذلك في كأس العالم للسيدات 2015.

## طريق الفريقين إلى النهائي
كان كل من أستراليا واليابان في المجموعة الثانية من دور المجموعات. أنهت أستراليا دور المجموعات في الصدارة، مما جعلها تواجه تايلاند في نصف النهائي، بينما واجهت اليابان الصين متصدرة المجموعة الأولى. الفرق الأربعة المتأهلة إلى نصف النهائي، بما في ذلك اليابان وأستراليا، ضمنت تأهلها إلى كأس العالم للسيدات 2019.
في نصف النهائي، تأخرت أستراليا 1–2 أمام تايلاند قبل أن تسجل هدف التعادل في اللحظات الأخيرة من الوقت الأصلي، مما أدى إلى التمديد ثم ركلات الترجيح، حيث تفوقت أستراليا.
أما اليابان، فقد فازت على الصين بهدف وحيد سجله المنتخب الصيني من ركلة جزاء في الدقيقة 90.